# 2005年度新城勁爆電視大獎頒獎禮得獎名單
2005年度新城勁爆電視大獎頒獎禮於2005年頒發。

## 勁爆電視演員
- 郭可盈
- 汪明荃
- 林保怡
- 馬德鐘
- 佘詩曼
- 陳豪
- 郭晉安
- 黎姿
- 苗僑偉
- 歐陽震華
- 胡杏兒
- 吳卓羲

## 勁爆電視劇
- 《我的野蠻奶奶》

## 勁爆男主角
- 《阿旺新傳》 ——郭晉安

## 勁爆女主角
- 《酒店風雲》 ——郭可盈
- 《我的野蠻奶奶》 ——汪明荃

## 勁爆男配角
- 《阿旺新傳》 ——秦沛

## 勁爆女配角
- 《阿旺新傳》 ——湯盈盈

## 勁爆飛躍藝員
- 葉璇

## 勁爆男人氣王
- 黄宗澤

## 勁爆女人氣王
- 廖碧兒

## 勁爆新人王
- 薛凱琪

## 勁爆節目主持
- 《繼續無敵獎門人》 ——曾志偉